# Kirsty Coventry
Kirsty Coventry (Harare, Zimbàbue, 1983) és una nedadora, política i gestora esportiva zimbabuesa, guanyadora de 7 medalles olímpiques; actualment és ministra d'esports, arts i recreació del govern de Zimbàbue. El 20 de març de 2025 fou escollida Presidenta del Comitè Olímpic Internacional, càrrec que assumi a partir del 23 de juny del mateix any; és la primera dona i la primera persona africana que arriba a aquest càrrec.

## Biografia
Va néixer el 16 de setembre de 1983 a la ciutat d'Harare, capital de Zimbàbue. Va estudiar i competir per la Universitat d'Auburn, situada a l'estat d'Alabama. Als Jocs Olímpics d'Estiu de 2004, a Atenes, Coventry va guanyar tres medalles olímpiques: una d'or, una de plata i una de bronze, mentre que als Jocs Olímpics d'Estiu de 2008 a Pequín en va guanyar quatre: una d'or i tres de plata. Paul Chingoka, el cap del Comitè Olímpic de Zimbàbue, la va descriure com "el nostre tresor nacional". El president Robert Mugabe en va dir "la noia d'or," i li va reglar 100.000 dòlars en efectiu per la seva actuació a les Olimpíades de Pequín. El 2016, Coventry es va retirar de la natació després d'haver participat en cinc Olimpíades i haver guanyat el nombre més alt de medalles (conjunt) en natació femenina en la història olímpica. És membre del Comitè Olímpic Internacional, i a principis de 2018 fou escollida Presidenta de la Comissió dels Atletes.

## Carrera esportiva
Va participar, als 16 anys, en els Jocs Olímpics d'Estiu de 2000 realitzats a Sydney (Austràlia), on va finalitzar dotzena en els 100 metres esquena, divuitena en els 200 m. estils, vint-i-vuitena en els 100 m. lliures i trenta-sisena en els 50 m. lliures. En els Jocs Olímpics d'Estiu de 2004 realitzats a Atenes (Grècia) arribà la seva consagració internacional en aconseguir la medalla d'or en la prova dels 200 metres esquena, la medalla de plata en els 100 m. esquena i la medalla de bronze en els 200 m. estils. En els Jocs Olímpics d'Estiu de 2008 realitzats a Pequín (RP Xina) aconseguí guanyar quatre medalles: revalidar la medalla d'or en la prova dels 200 metres esquena, i la medalla de plata en els 100 m. esquena, 200 m. estils i 400 m. estils.
Al llarg de la seva carrera ha guanyat 8 medalles en el Campionat del Món de natació, entre elles tres medalles d'or; 5 medalles en el Campionat del Món de natació en piscina curta, entre elles quatre medalles d'or; 10 medalles en els Jocs Panafricans, entre elles set medalles d'or; i una medalla d'or en els Jocs de la Commonwealth.
L'any 2004 fou nomenada nedadora africana de l'any per la revista Swimming World Magazine, distinció que també ha rebut els anys 2005, 2007, 2008 i 2009.
Als Jocs Olímpics de 2012 a Londres, Coventry va quedar tercera a la seva semifinal dels 200 metres estils, classificant-se per a la final, on va quedar sisena, amb un temps de 2:11.13. En els 200 metres esquena, va quedar sense medalla en sisena posició amb un temps de 2:08.18.
La seva cinquena i final aparició olímpica va ser als Jocs Olímpics d'estiu de 2016 a Rio de Janeiro, on va tornar a quedar sisena en els 200 metres esquena, amb un temps de 2:08.80. També va quedar onzena en els 100 metres esquena. Es va retirar després de l'Olimpíada.

## Carrera política
El 7 de setembre de 2019, vuit dies abans de fer 35 anys, Coventry fou nomenada ministra de Joventut, Esports, Arts i Recreació de Zimbàbue, al gabinet del president Emmerson Mnangagwa. Fou criticada per la comunitat artística i d'altres per la seva suposada manca de suport.
Fou acusada d'haver-se apropiat de terreny agrícola per Robert Zhuwao, el nebot de l'antic president Robert Mugabe, però va ser absolta quan al judici e sva revelar que havia rebut una subdivisió diferent de la granja en qüestió, i que Zhuwao havia abandonat la seva. El setembre de 2023, Kirsty Coventry va tornar a ser nomenada ministra d'Esports, Art i Recreació pel president Emmerson Mnangagwa.

## Comitè Olímpic Internacional
El 2012, fou escollida per a la Comissió d'Atletes del Comitè Olímpic Internacional per un mandat de vuit anys. El 2023, fou elegida membre del Comitè Executiu del COI. El setembre de 2024, es va anunciar que seria una dels set candidats a succeir Thomas Bach a la presidència del COI.

### Presidència
El 20 de març de 2025, va esdevenir la primera dona i primera persona africana elegida a la presidència del Comitè Olímpic Internacional.

## Vida privada
El 10 d'agost de 2013, Coventry es va casar amb Tyrone Seward que era el seu representant des de 2010.
El maig de 2019, va tenir el seu primer fill.